# Elphos hypocallistis
Elphos hypocallistis là một loài bướm đêm trong họ Geometridae.